# Nationalgalerie Prag

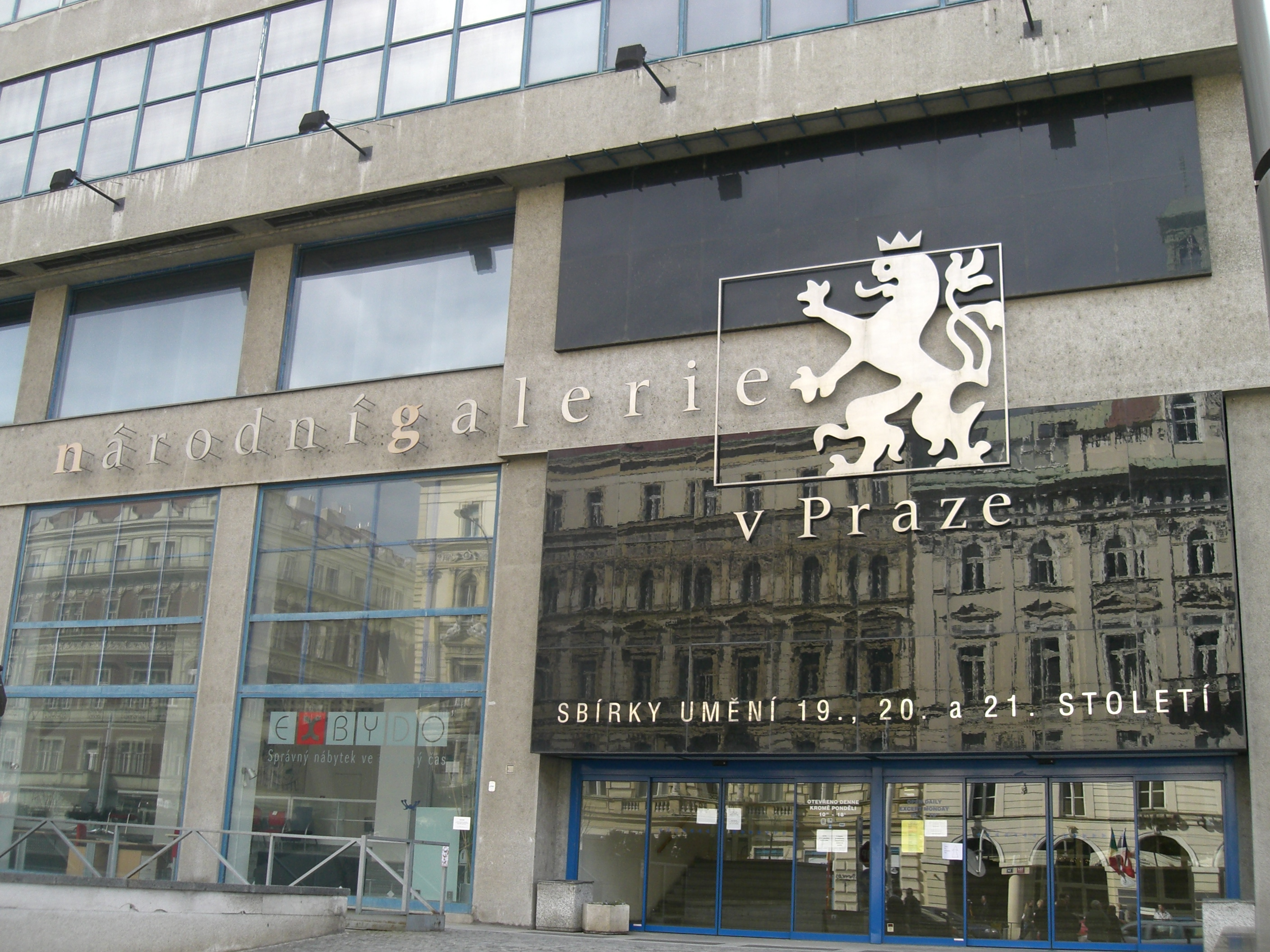
Nationalgalerie Prag (2007)

Die Nationalgalerie Prag (tschechisch Národní galerie v Praze) ist die tschechische Nationalgalerie und das bedeutendste Kunstmuseum in Böhmen. Sie wurde 1796 gegründet und beherbergt Werke der Malerei, der Bildhauerei und der Grafik aus dem In- und Ausland.

## Geschichte
Am 5. Februar 1796 gründete die Gesellschaft patriotischer Freunde der Kunst (Společnost vlasteneckých přátel umění) eine Gemäldegalerie (Obrazárna Společnosti vlasteneckých přátel umění), die die Vorläuferin der heutigen tschechischen Nationalgalerie wurde. Die Mitglieder der Vereinigung setzten sich aus dem vaterländisch gesinnten böhmischen Adel (Kolowrat, Sternberg, Nostitz) sowie Angehörigen des aufgeklärten Bürgertums zusammen.
1902 wurde die Galerie um die Königlich böhmische Sammlung (Moderní galerie Království českého) als Stiftung des Kaisers Franz Joseph I. erweitert.
1918 wurde die Sammlung der Gesellschaft patriotischer Freunde der Kunst an den neu gegründeten tschechoslowakischen Staat überführt und zur „Nationalgalerie“ erklärt. Ab 1919 wurde sie unter der Leitung von Vincenc Kramař durch weitere Ankäufe zu einer modernen und angesehenen Galerie umgestaltet.
Die Königlich böhmische Sammlung blieb weiterhin eine selbständige Stiftung. Sie wurde während des Protektorats 1942 der Nationalgalerie eingegliedert. 1949 wurden beide Sammlungen durch ein staatliches Gesetz zusammengelegt.

## Sammlungen

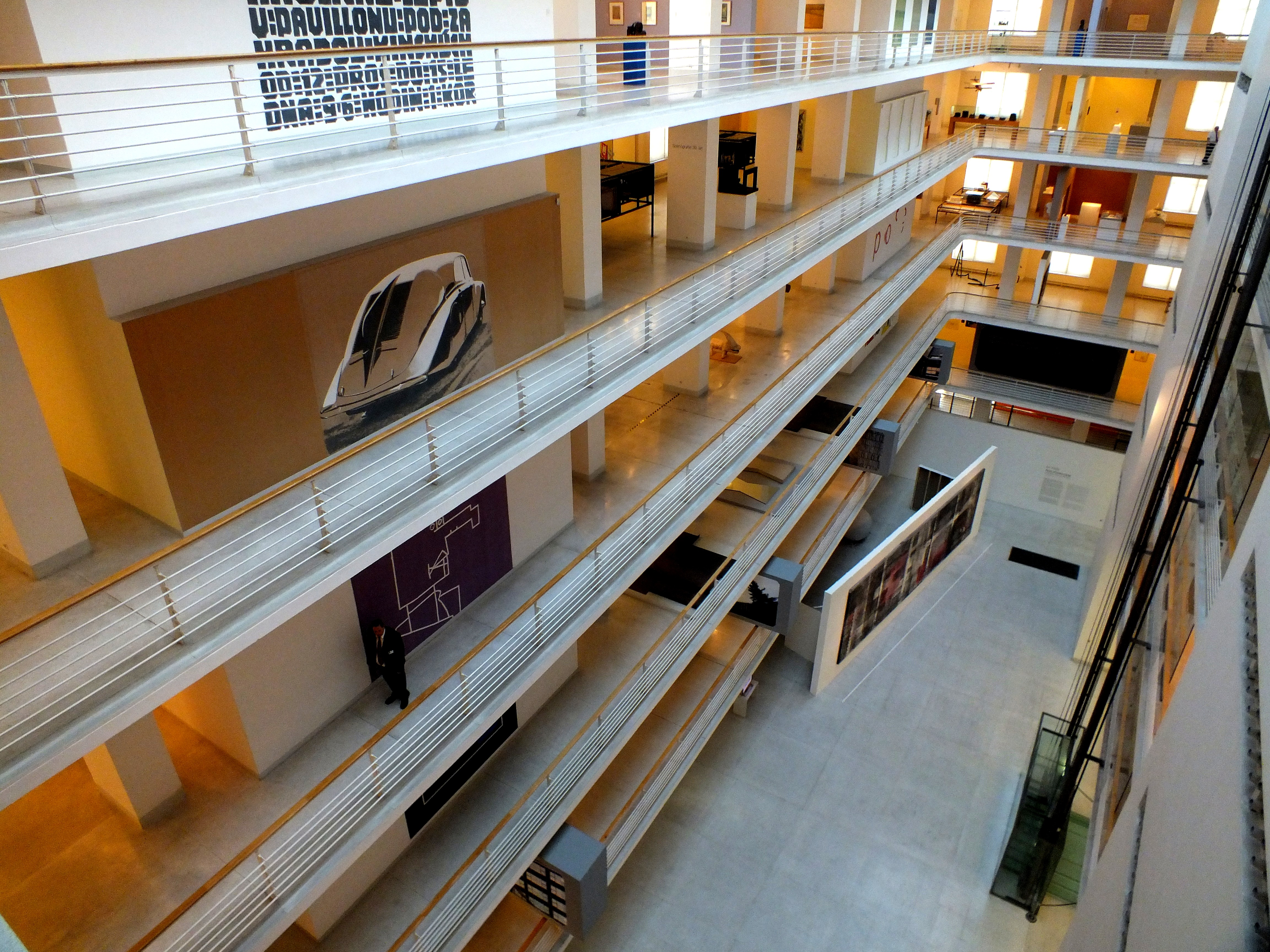
Messepalast

Die Nationalgalerie umfasst u. a. folgende Häuser und Sammlungen:
- Im Agneskloster (Klášter sv. Anežky České) sind Werke des europäischen, insbesondere des böhmischen Mittelalters zu sehen.
- Die Galerie der Alten Meister im Palais Sternberg (Šternberský Palác) stellt europäische Werke von der Antike bis zum Barock aus.
- Im Palais Schwarzenberg sind Werke des böhmischen Barock zu sehen.
- Der Messepalast (Veletržní palác) beherbergt die Kunst des 19. bis 21. Jahrhunderts (Moderne und Zeitgenössische Kunst).
- Im Palais Goltz-Kinsky befindet sich die graphische Sammlung, die in Sonderausstellungen vorgestellt wird. Zurzeit wird hier auch die Sammlung antiker, orientalischer und asiatischer Kunst ausgestellt. Zudem ist das Palais Sitz der Generalverwaltung der Nationalgalerie.
- Das Palais Salm beherbergt tschechische Kunst des 19. Jahrhunderts.
- Die Reithalle des Palais Waldstein wird für Kurzausstellungen genutzt.

Außerhalb Prags verfügt die Nationalgalerie über folgende Einrichtungen:
- Im Kloster Žďár befindet sich eine Ausstellung zur barocken Malerei und Bildhauerei
- Im Schloss Fryštát wird tschechische Kunst des 19. Jahrhunderts präsentiert
- Tschechischer und slowakischer Pavillon am Gelände der Biennale von Venedig

Nicht mehr von der Nationalgalerie benutzt wird:
- Das Haus Zur Schwarzen Muttergottes in der Prager Altstadt gehörte 1959 bis 1969 zur Nationalgalerie.[1] Heute wird das Museum des tschechischen Kubismus vom Kunstgewerbemuseum geführt.
- Schloss Zbraslav (Privatbesitz).
- Das Georgskloster (Klášter sv. Jiří).

Die Nationalgalerie vergibt seit 2007 jährlich den mit 333.000 Kronen dotierten Preis NG 333 an junge Künstler. Der erste Preisträger war das Künstlerkollektiv Ztohoven, das am 17. Juni 2007 in die Ausstrahlung eines Panoramabilds des Senders ČT 2 zwischenfunkte, so dass ein Atompilz zu sehen war. Für dieses Vorgehen wurde die Gruppe wegen Erregung öffentlicher Unruhe angeklagt, aber freigesprochen.

### Galerie: Bedeutende Exponate

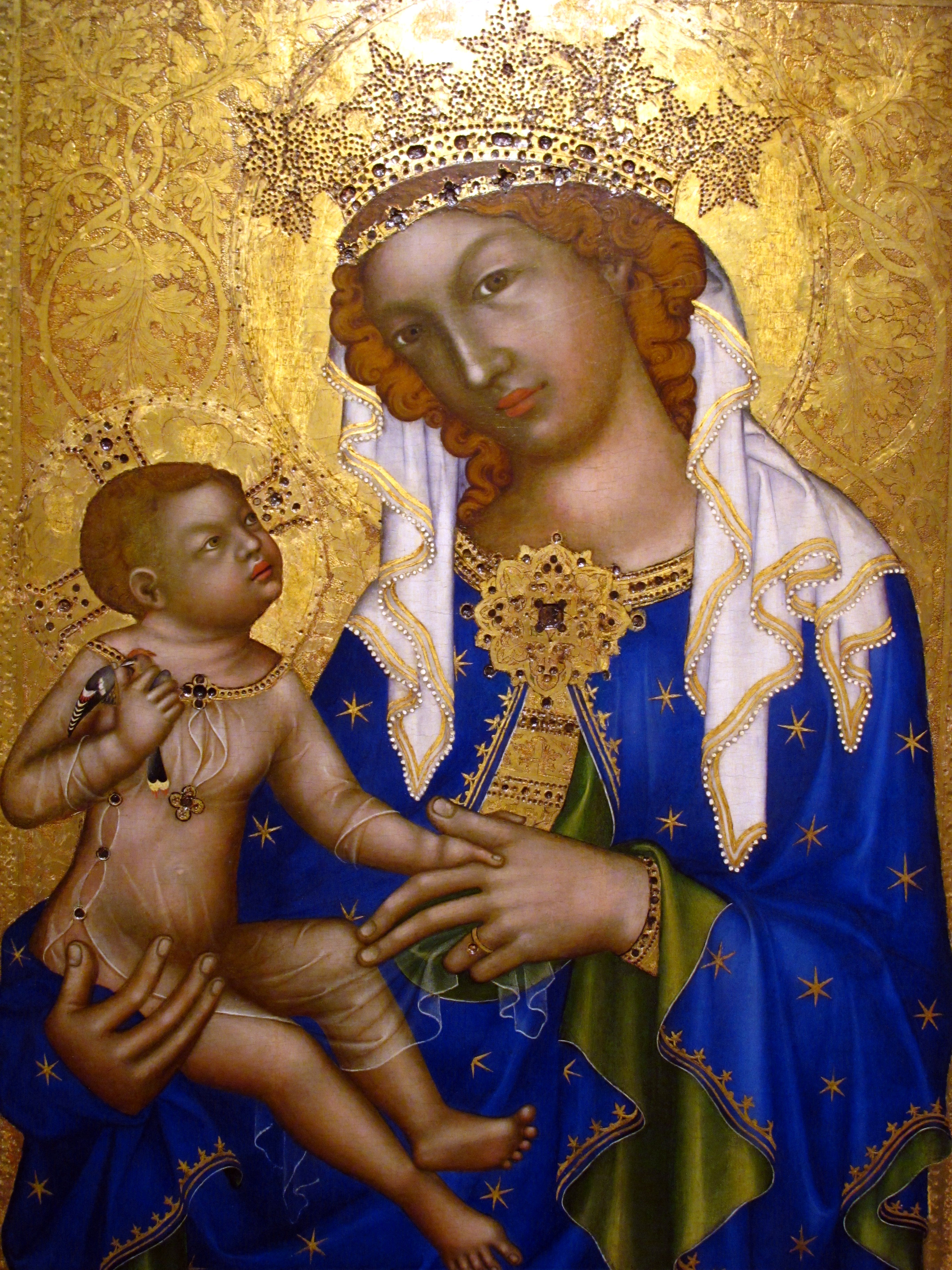
Königsaaler Madonna, 1340–1350
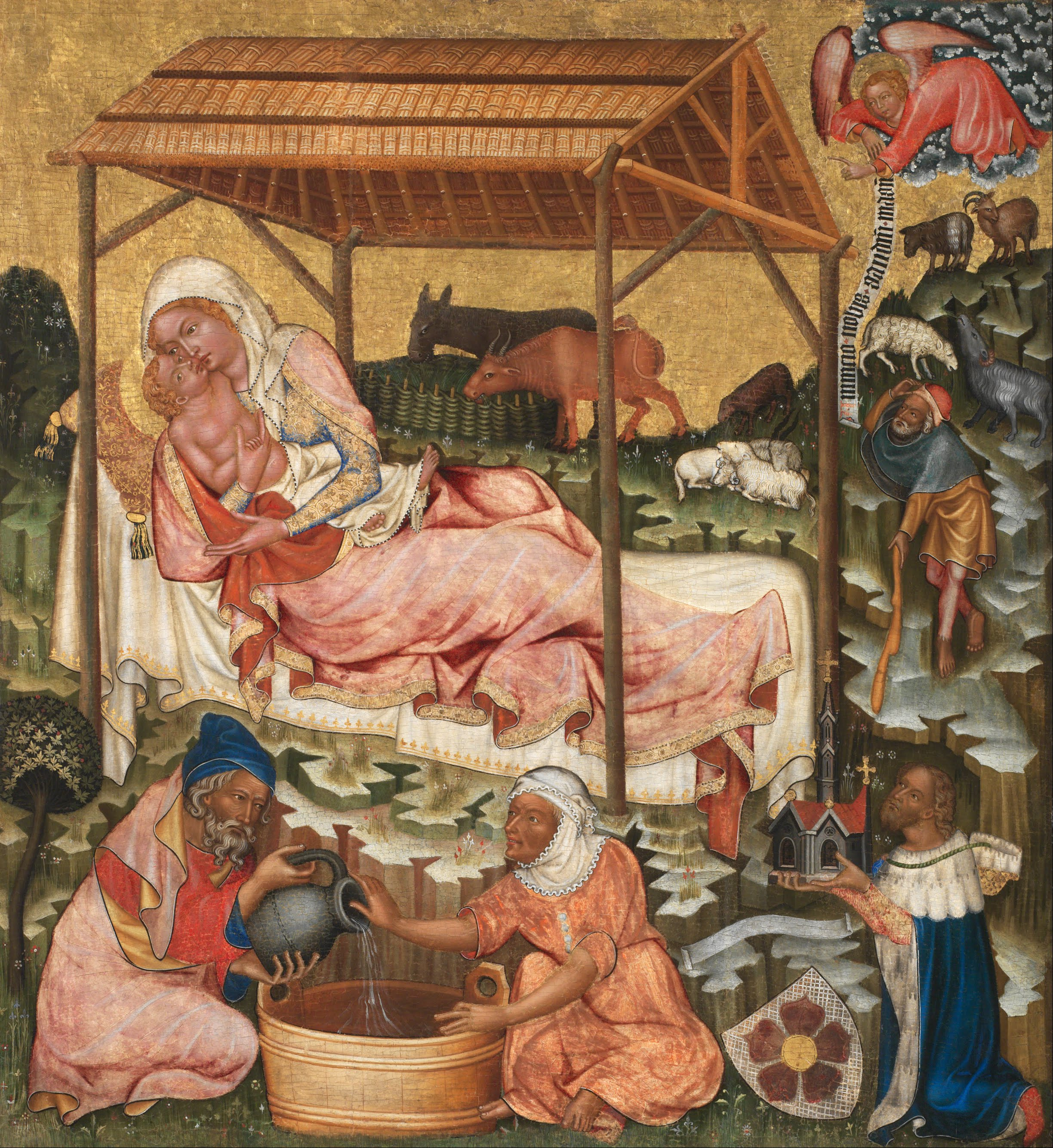
Meister von Hohenfurth: Geburt Christi, 1345–1350
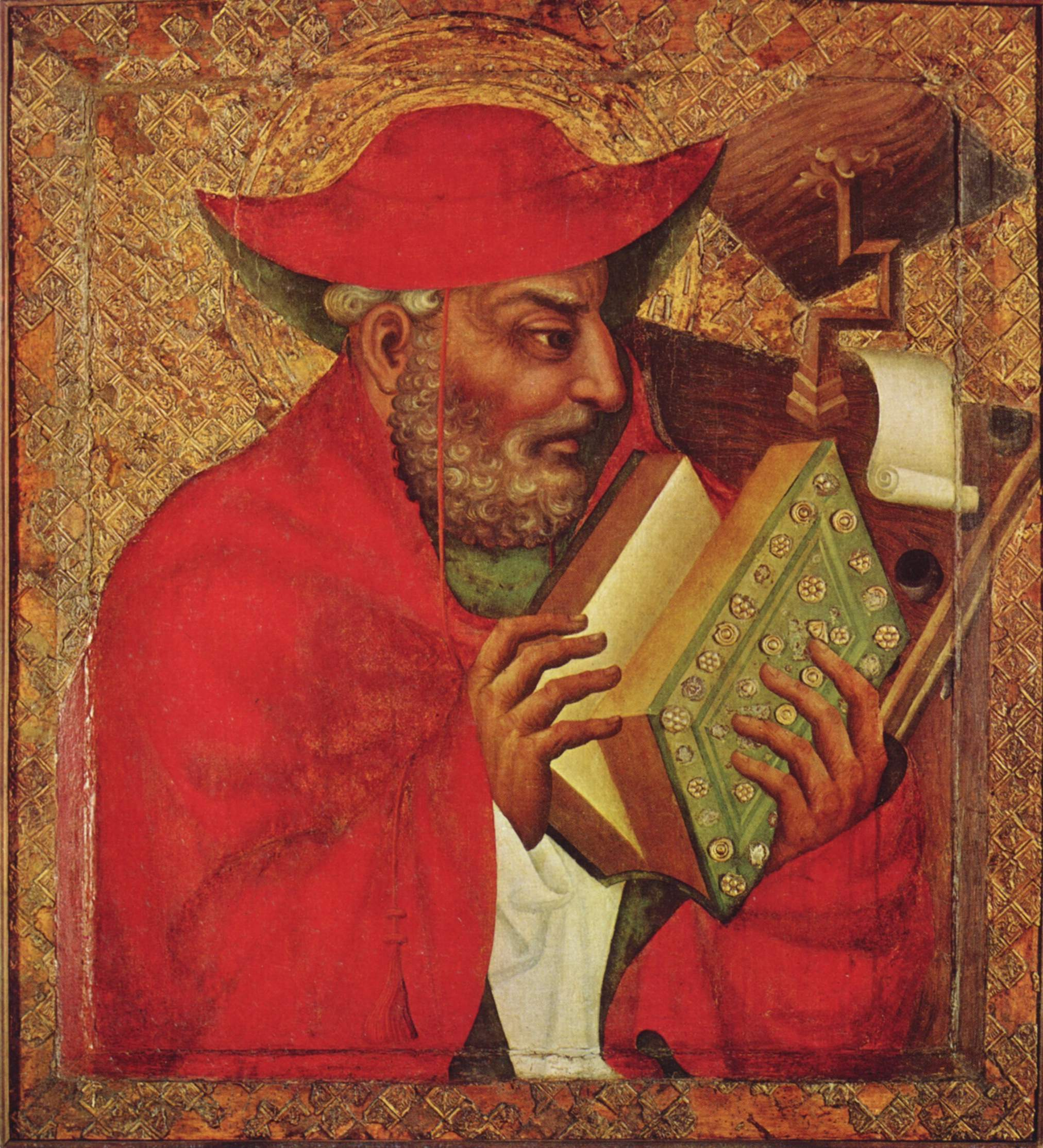
Theoderich von Prag: Hl. Hieronymus, 1360–1364
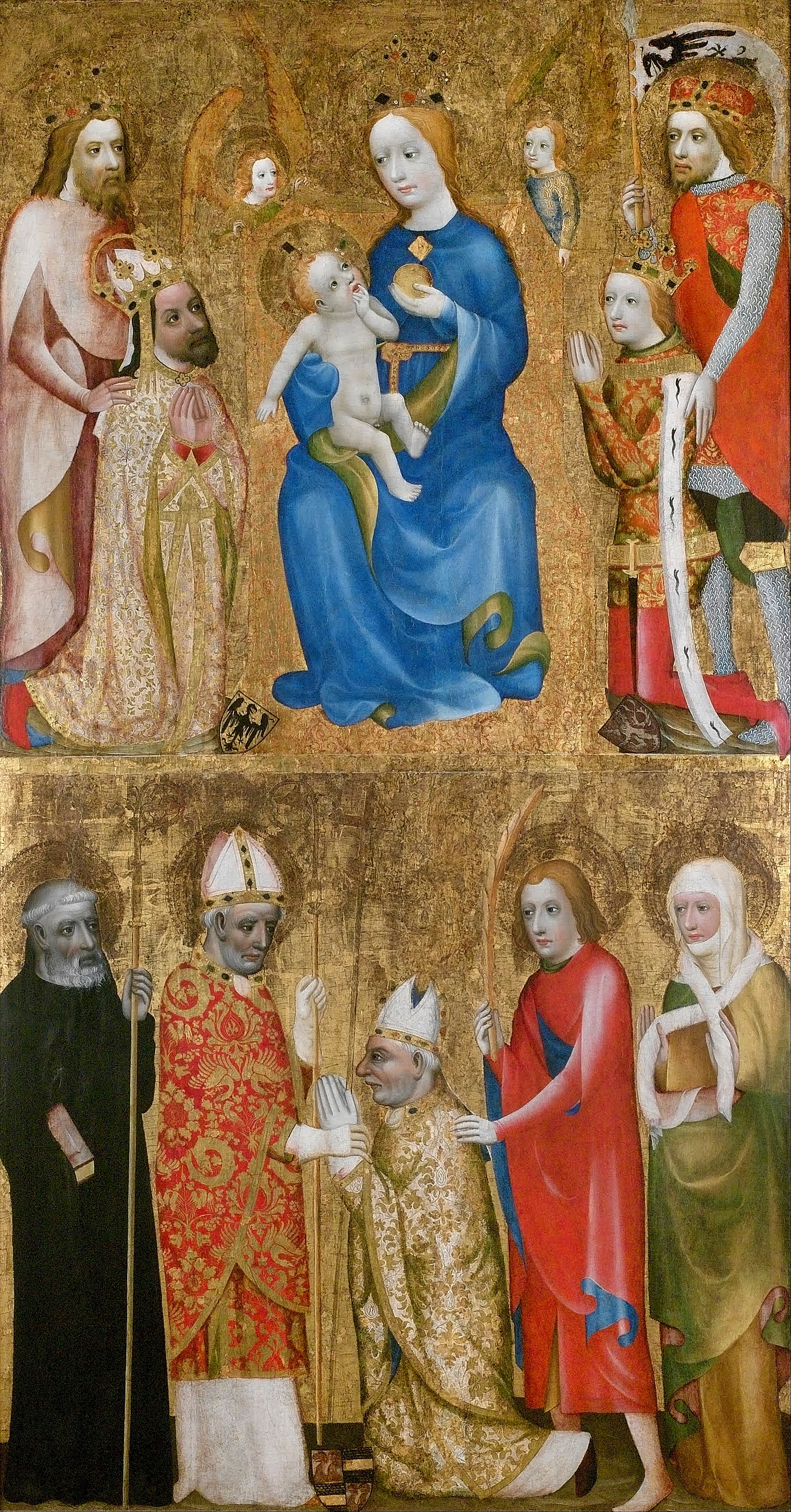
Votivbild des Erzbischofs Johann Očko von Wlaschim, 1370
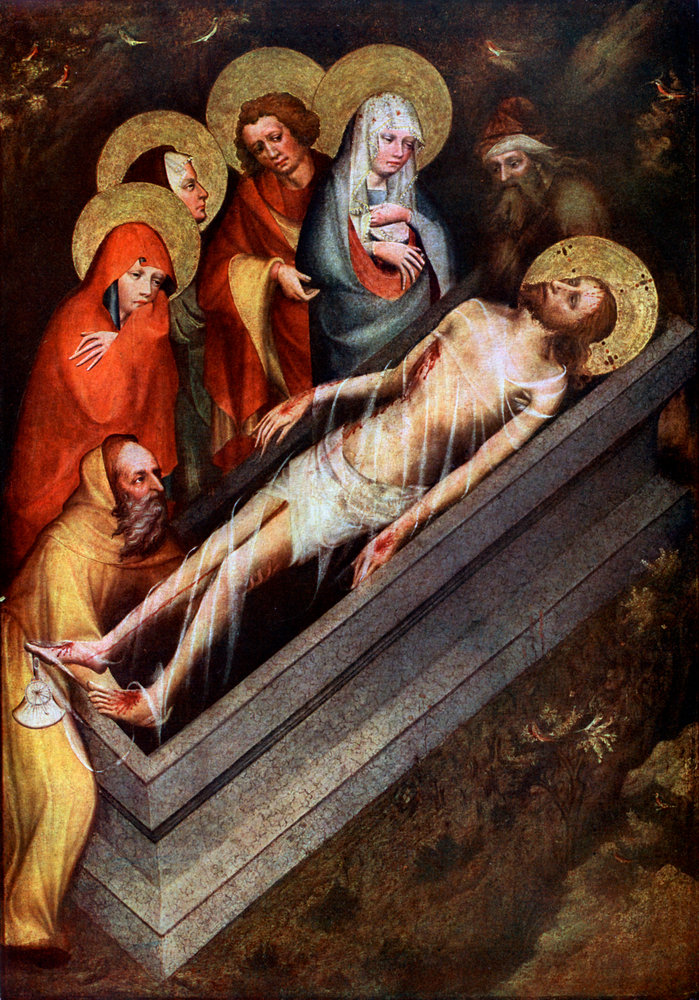
Meister von Wittingau: Wittingauer Altar, Grablegung Christi, 1380–1390
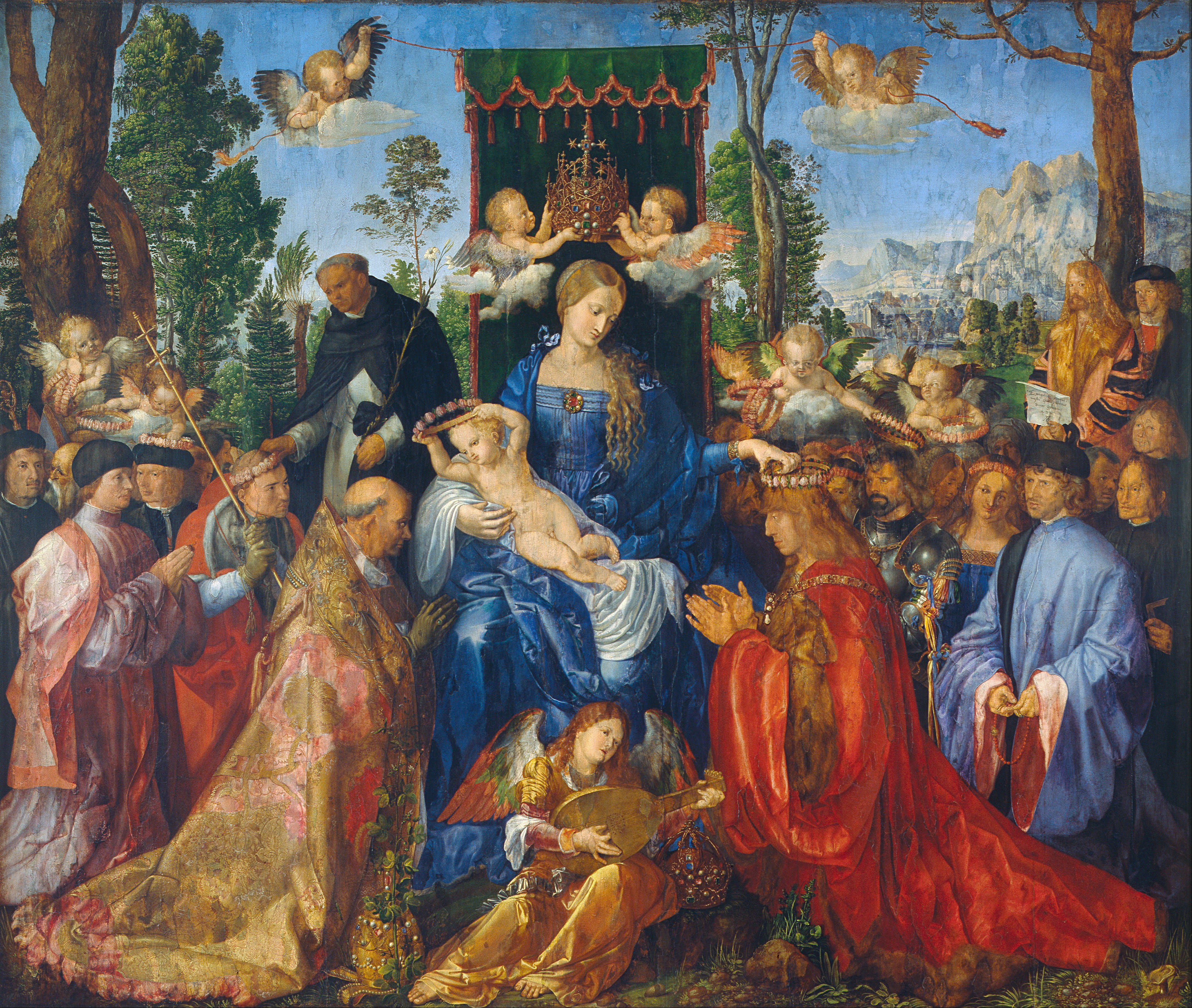
Albrecht Dürer: Das Rosenkranzfest, 1506
Lucas Cranach der Ältere: Adam and Eva, um 1538
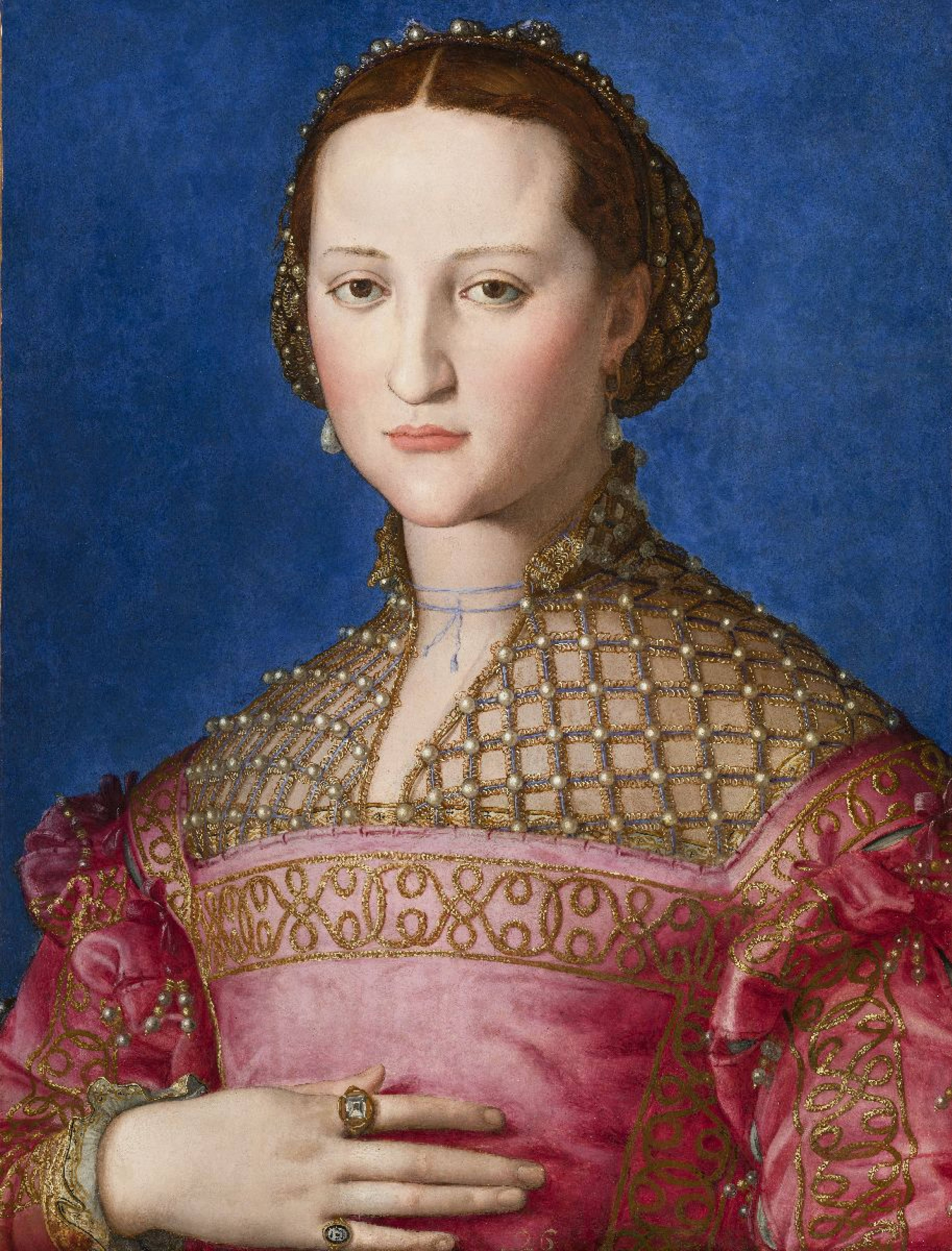
Agnolo Bronzino: Eleonora von Toledo, 1543
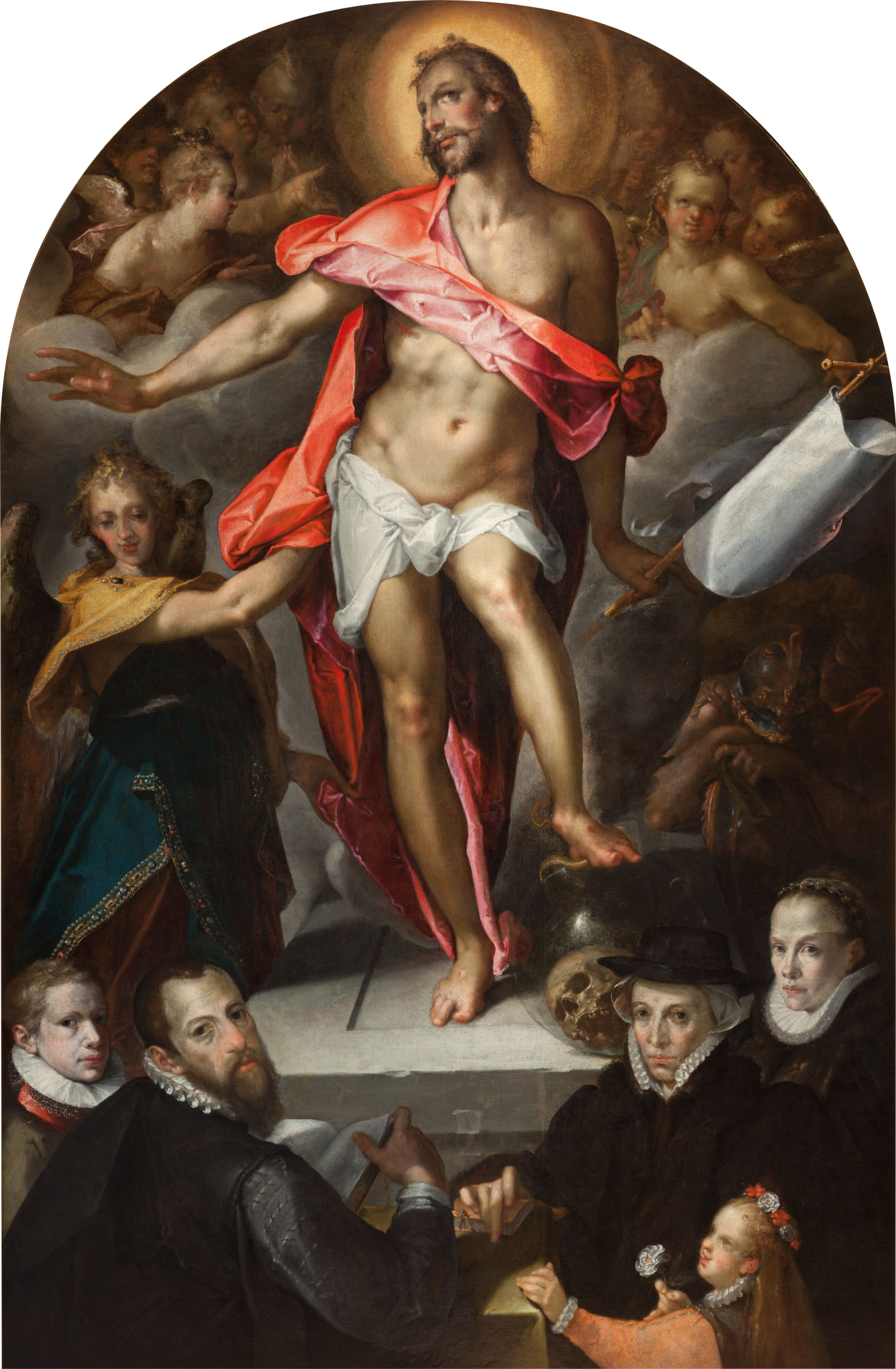
Bartholomäus Spranger: Epitaph des Prager Goldschmieds Nikolaus Müller, 1592–1593
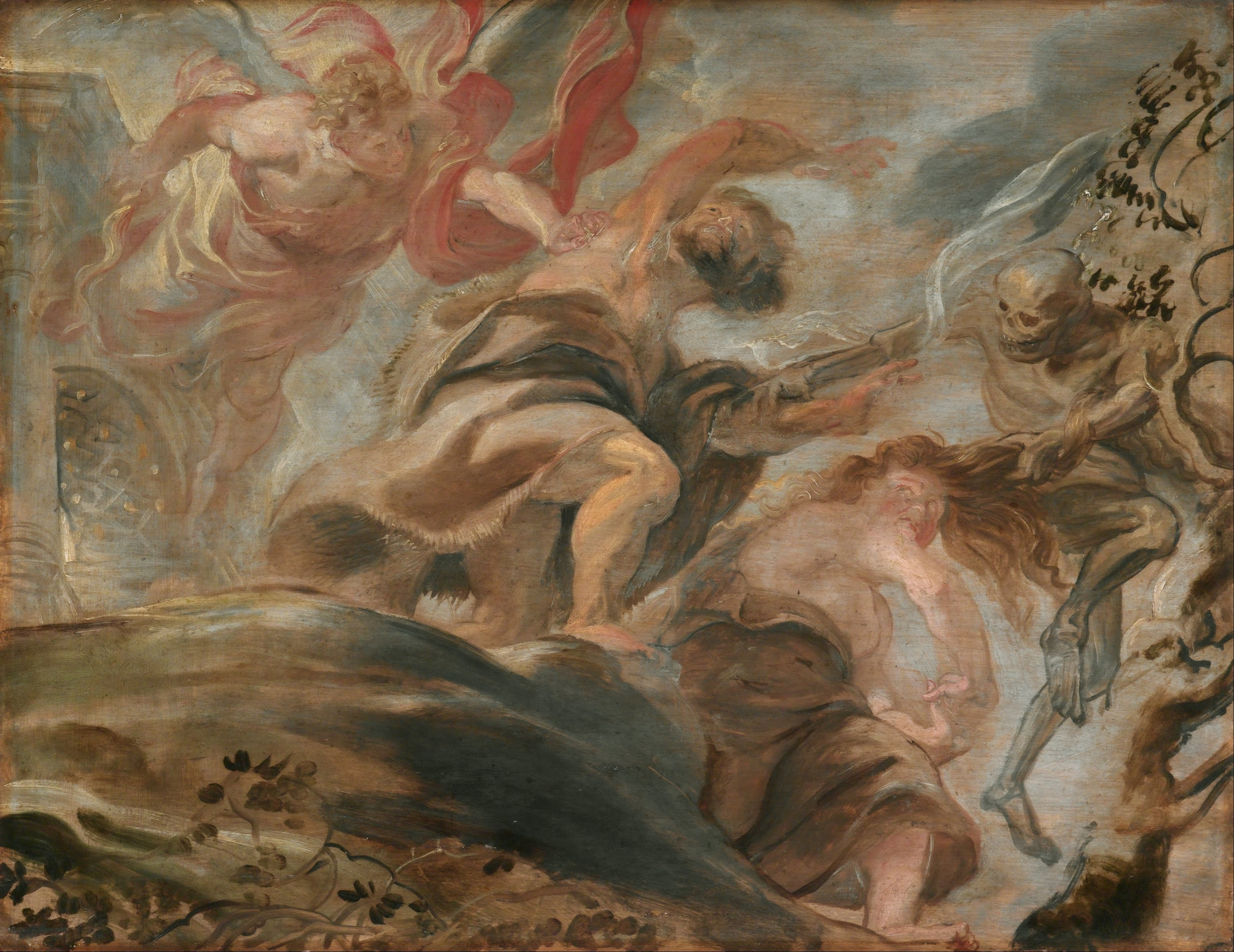
Peter Paul Rubens: Vertreibung aus dem Garten Eden, 1620
Rembrandt van Rijn: Gelehrter im Studierzimmer, 1634
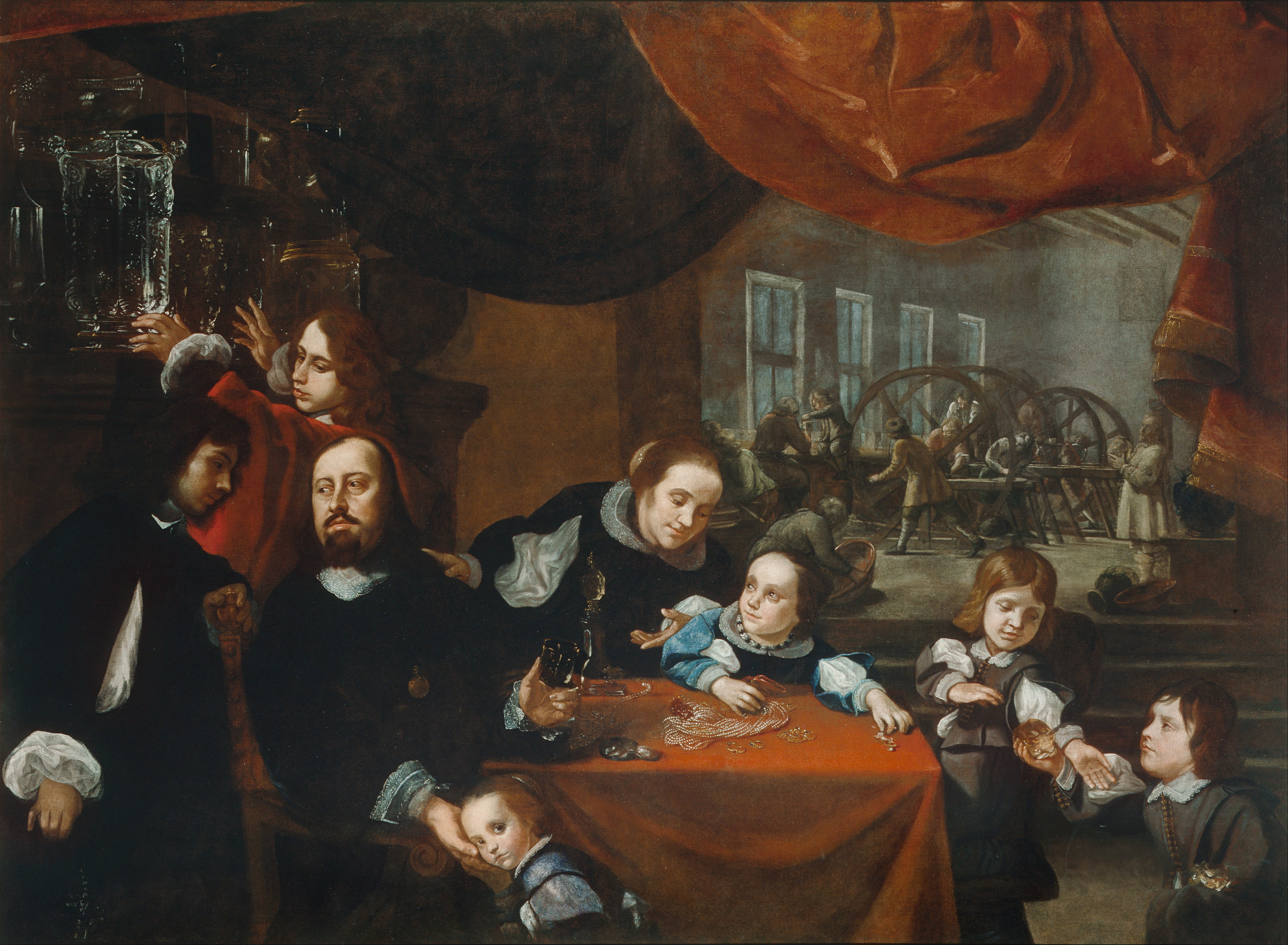
Karel Škréta: Der Edelsteinschneider Dionysio Miseroni mit seiner Familie, 1653
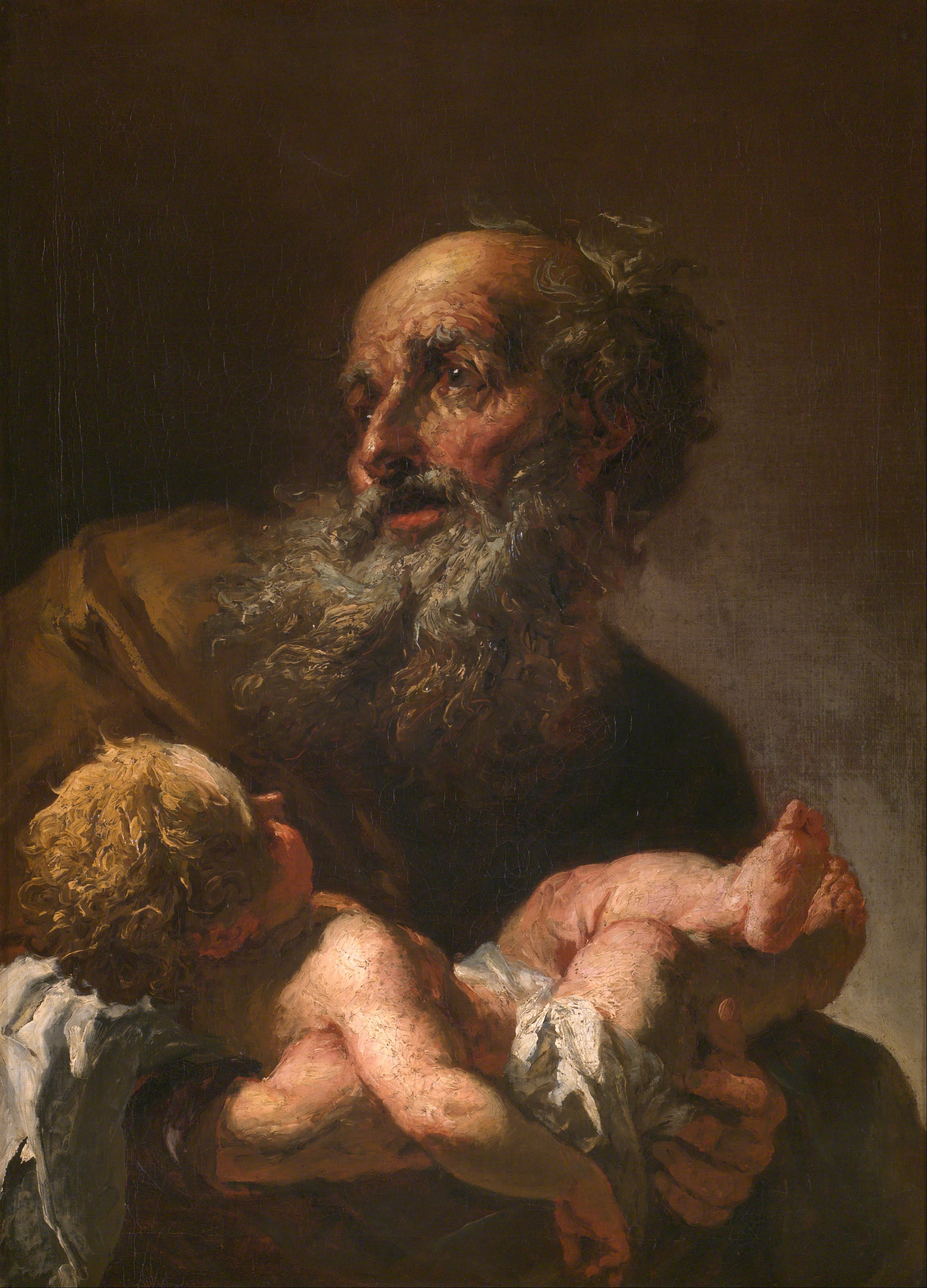
Peter Brandl: Simeon mit dem kleinen Jesus, 1725
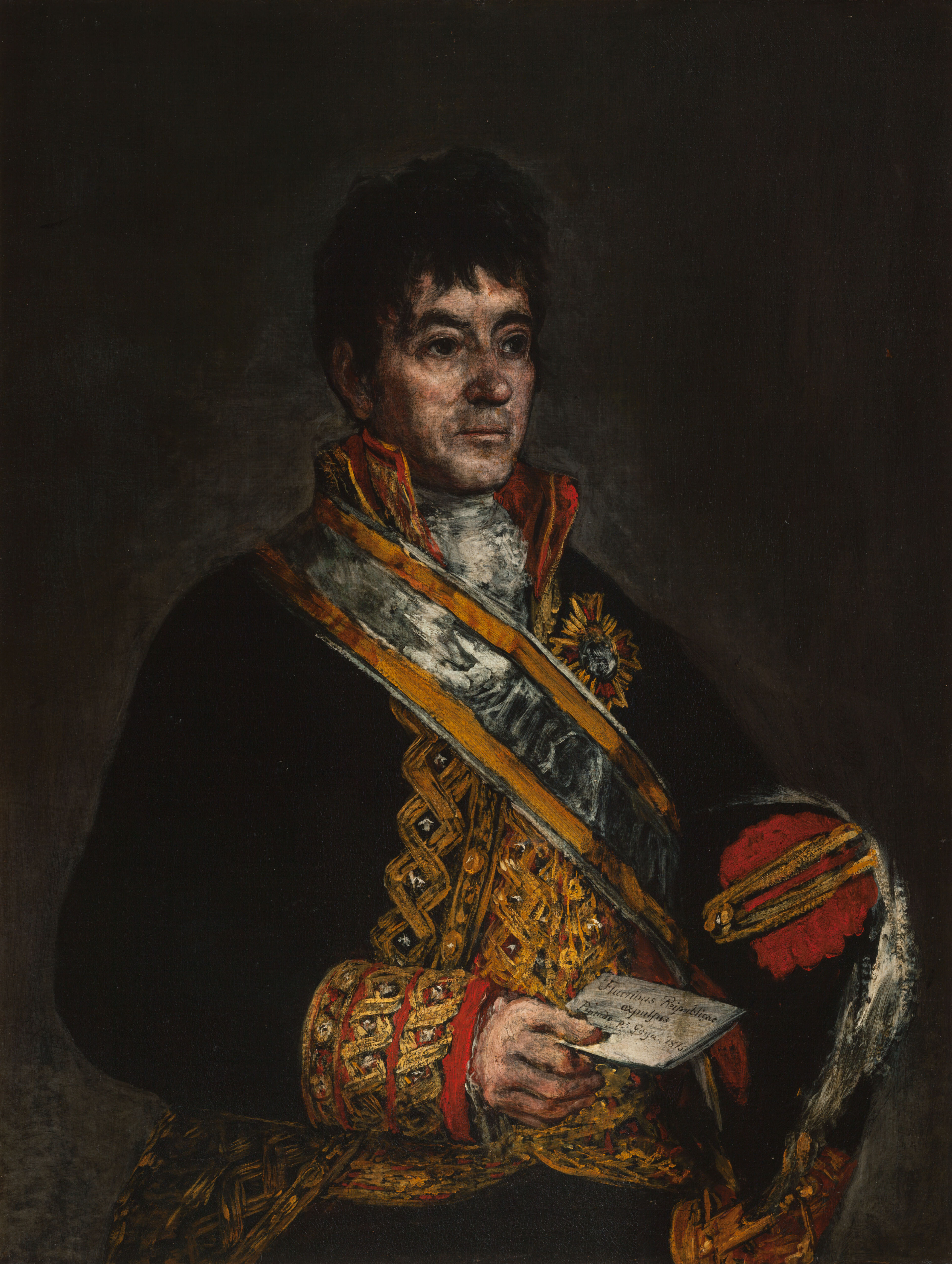
Francisco de Goya: Portrait des Don Miguel De Lardizábal, 1815
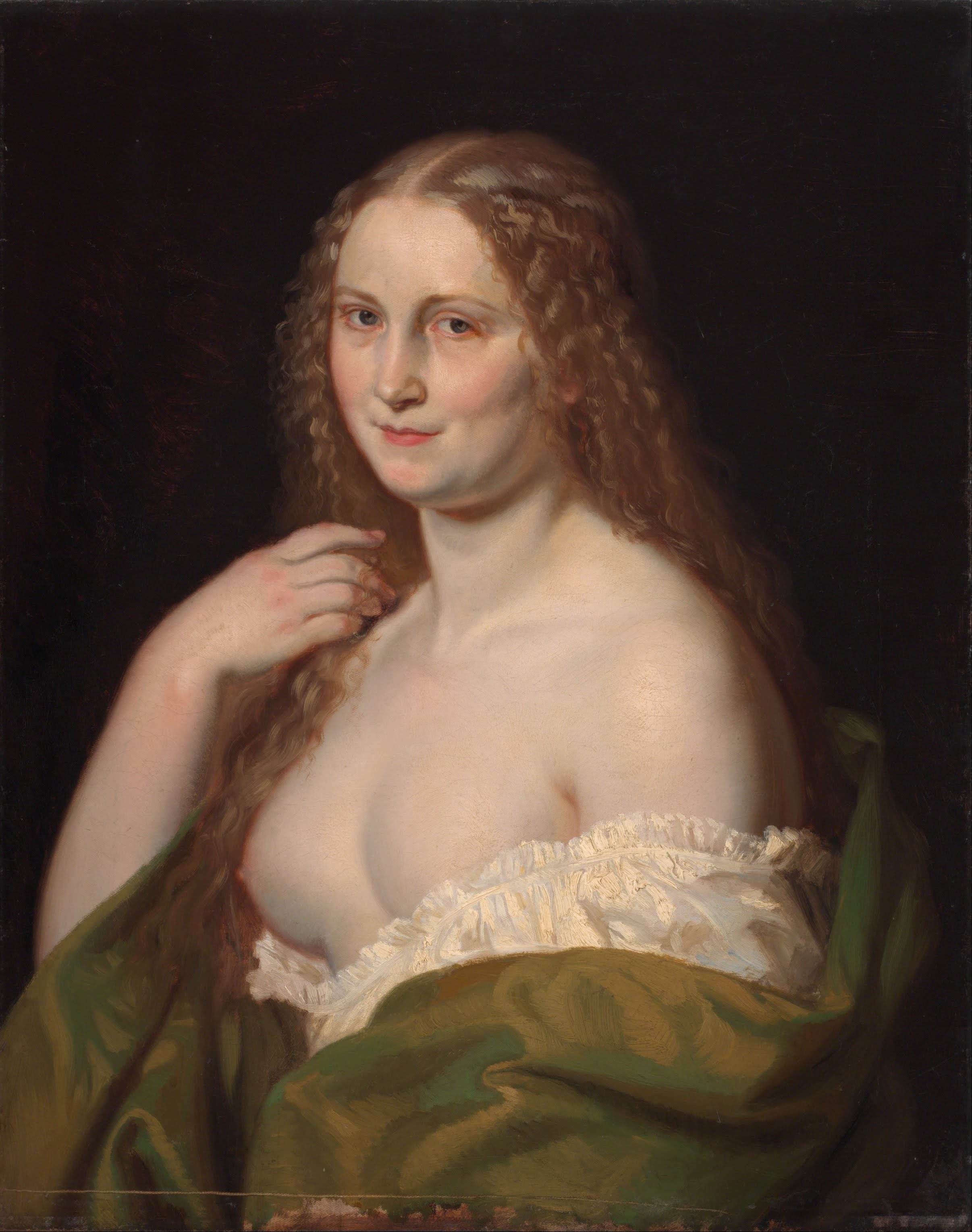
Josef Mánes: Josephine, 1855
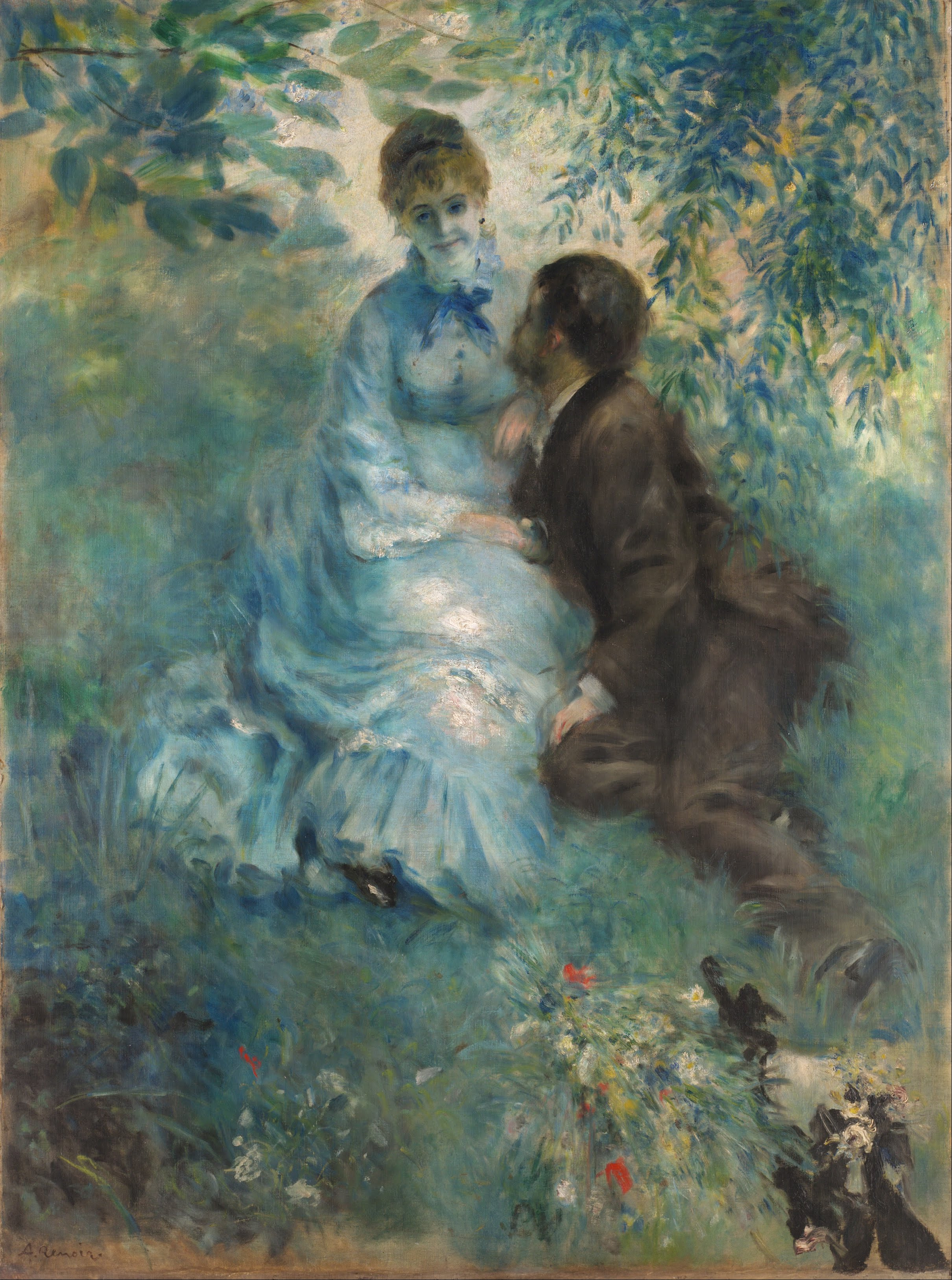
Auguste Renoir: Das Liebespaar, 1875
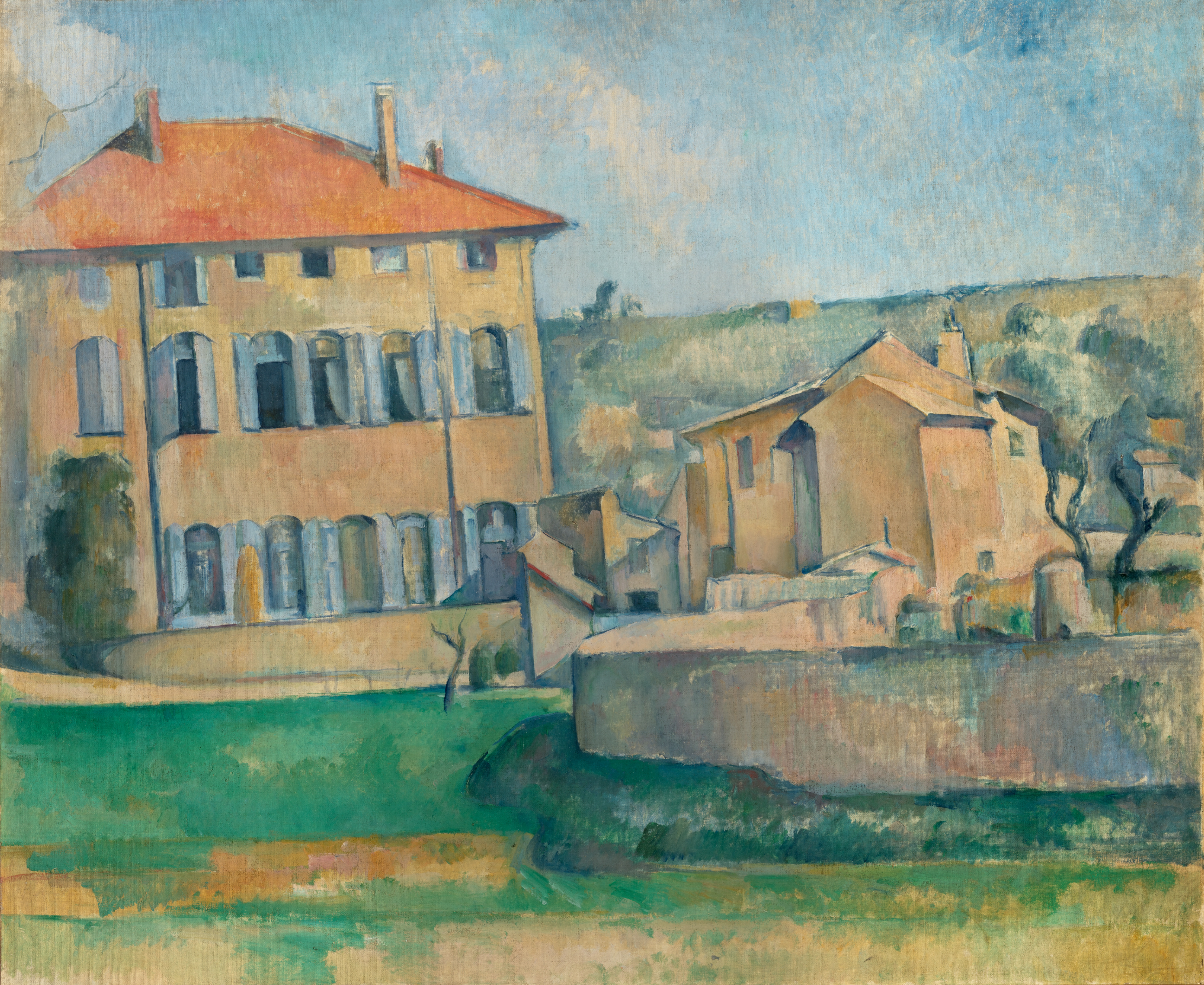
Paul Cézanne: Jas de Bouffan, 1885–1887
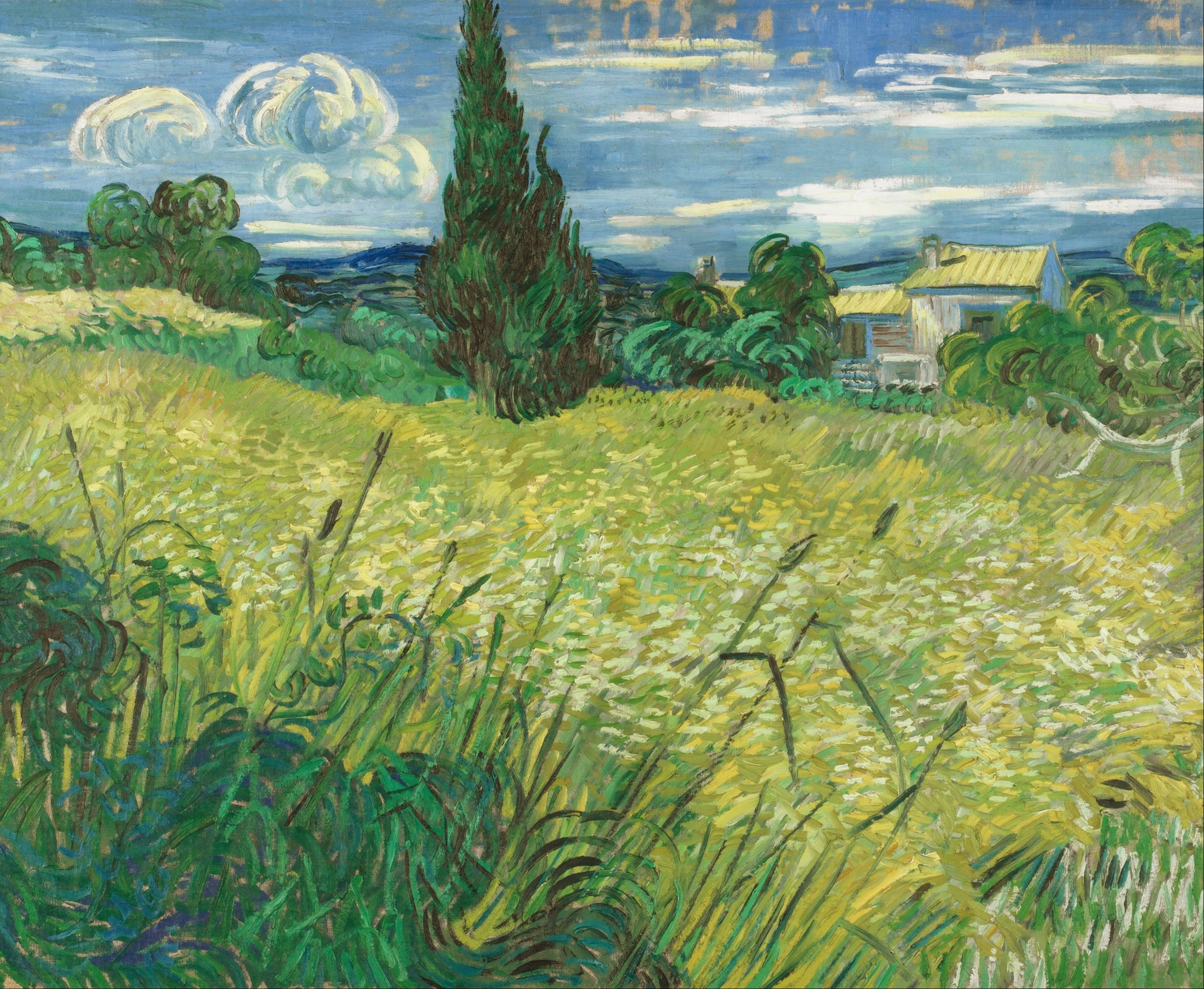
Vincent van Gogh: Grünes Weizenfeld mit Zypresse, 1889
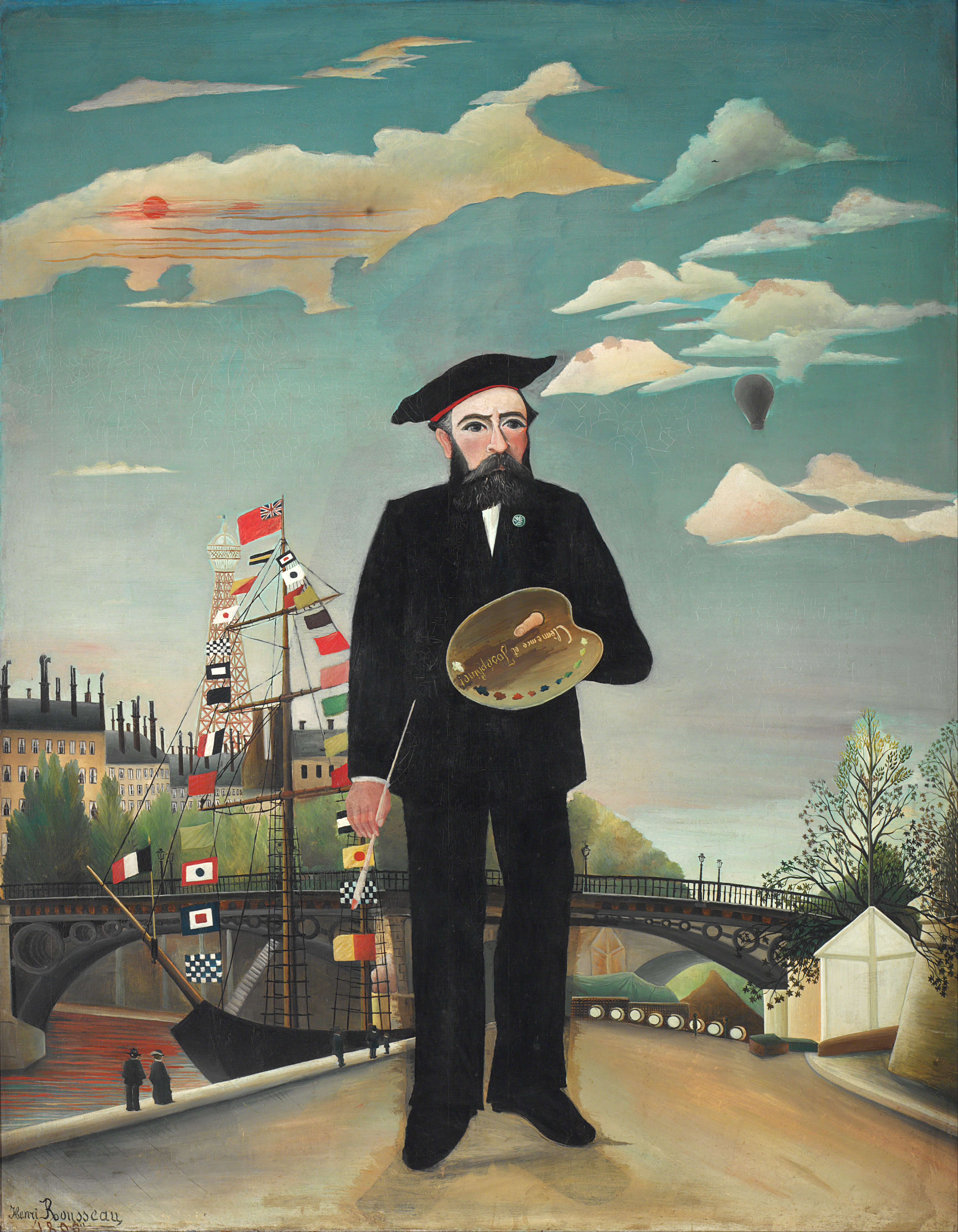
Henri Rousseau: Selbstporträt, 1890
Jakub Schikaneder: Mord im Hause, 1890